# عبد الله كابي سيلا
عبد الله كابي سيلا (بالفرنسية: Abdoulaye Kapi Sylla)‏ هو لاعب كرة قدم غيني في مركز الوسط، ولد في 15 سبتمبر 1982 في كنديا في غينيا. شارك مع منتخب غينيا لكرة القدم. أما مع النوادي، فقد لعب مع نادي أنغوليم ونادي تور ونادي مولان.

## وصلات خارجية
- عبد الله كابي سيلا على موقع قاعدة بيانات كرة القدم.إي يو (الإنجليزية)
- عبد الله كابي سيلا على موقع ناشيونال فوتبول تيمز (الإنجليزية)
- عبد الله كابي سيلا على موقع عالم كرة القدم.نت (الإنجليزية)